# Boku wa imōto ni koi o suru
Boku wa imōto ni koi o suru (僕は妹に恋をする? lett. "Mi sono innamorato di mia sorella") è un manga scritto e disegnato da Kotomi Aoki, pubblicato a partire dal 2003. È la storia di due gemelli, un fratello e una sorella, che si innamorano tra di loro: si tocca pertanto il tema-tabù dell'incesto. È stata adattata in un OAV nel 2005; inoltre nel 2007 ne è stato tratto anche un film live action, Boku wa imōto ni koi o suru, con Jun Matsumoto che interpreta la parte del protagonista maschile.

## Trama
Molto simili l'uno con l'altra, sempre insieme, sempre vicini tanto che non riuscirebbero in alcun modo ad immaginarsi separati e lontani: questo sono generalmente i gemelli (almeno in tal modo vengono dall'esterno considerati). Ma nel nostro caso certe specifiche forme caratteriali risultano esser però l'esatto opposto, cosicché i due si trovano a completarsi a vicenda. Yori un po' freddo e distante, continua a trattar la sorella come fosse una stupida; Iku non sospetta minimamente che questa è tutta una maschera per coprire la forza del suo sentimento verso di lei (cerca quasi di proposito di farsi odiare per non accettare quella ch'è invece l'unica verità). Inizialmente sconvolta, in seguito Iku accetta l'amore del fratello, perché non desidera perderlo in nessun caso. Sarà lui a forzarla a cedere, anche se poi se ne pentirà.

## Personaggi
Yori Yuki
Fratello gemello di Iku. Molto intelligente anche se un po' freddo, il ragazzo migliore e più bello per la sorella. Innamorato di Iku fin dall'infanzia inizia una relazione segreta proibita con lei, anche se fin dall'inizio rimane tormentato a causa del tabù dell'incesto. Verso la metà della storia si verrà a sapere che in realtà sono solo per metà gemelli, in quanto uno dei due è frutto della violenza sessuale perpetrata dal miglior amico del padre sulla moglie di lui. Quando i genitori vengono a scoprire la relazione d'amore esistente tra i due loro scappano di casa e, fingendo col resto del mondo d'esser una normalissima coppia di fidanzati, finiscono per rifugiarsi all'interno d'una chiesa.
In seguito il ragazzo cercherà di por fine alla relazione lasciando Iku da sola senza dirle nulla, sperando così che a distanza fisica ed il tempo possano attutir i reciproci sentimenti che provano. Va a Londra a studiar legge. Si reincontreranno solamente dieci anni dopo: Yori confesserà alla sorella che lui è ancora profondamente innamorato di lei, come il primo giorno, se non di più.
Iku Yuki
A differenza di Yori è goffa ed impacciata, ma possiede in ogni caso uno spirito fortemente determinato. Ama profondamente Yori ma è rimasta comunque scioccata quando questi le ha confessato il suo amore. In un primo momento lei è perplessa e preoccupata, divisa tra i sentimenti che prova e la paura di perderlo; prende infine coscienza che anche lei ama Yori come uomo, cioè con tutte le implicazioni anche sessuali che questo comporta. È felice ma ogni tanto le torna qualche dubbio sul fatto che ciò che stanno facendo possa esser considerato sbagliato dal mondo. Anche dopo la partenza inaspettata di Yori e la confessione di Yano, Iku continua a sostenere che il fratello è stato e sarà l'unica persona che amerà in vita; giura quindi di ritrovarlo. Alla fine, quando si riuniscono, si lascia ad intendere che il loro rapporto continuerà comunque, nonostante tutto.
Yano Haruki
Miglior amico di Yori fin dalla scuola media. I due si assomigliano, hanno personalità simili, ugual intelligenza e comportamento un po' ribelle ed antisociale. Viene a conoscenza della relazione incestuosa che c'è tra i due fratelli, ma non ne parla con nessuno, mantenendo così il segreto. Si innamora sempre più di Iku, soprattutto dopo la partenza di Yori e finisce col proporsi a lei, la quale però lo rifiuta.
Kusunoki Tomoka
Vecchia amica di Iku fin dal tempo delle medie. Ha una cotta per Yori e vorrebbe tanto avere un rapporto con lui. Tuttavia egli la rifiuta; più tardi verrà a conoscenza dell'amore incestuoso tra i fratelli. Minaccia allora di denunciarli per vendicarsi della delusione subita (di lui che l'ha rifiutata, ma anche di lei che gli ha sempre tenuta nascosta la cosa). Si metterà addirittura d'accordo con alcuni compagni di classe per attirar Iku in un tranello e così farla violentare a ripetizione dal gruppo.
Sako Yuki
Madre di Yori e Iku. Pur essendo da sempre abituata al legame fortissimo tra i due, finirà col sospettare qualcosa quando la loro "particolare amicizia" assumerà connotazioni un po' troppo sentimentali. Scoprirà poi Yori che bacia Iku addormentata e, sotto shock, confesserà che sono figli di due padri differenti: durante la sua prima notte di nozze è stata difatti violentata dal miglior amico del marito.